# The World of Skin (album)
The World of Skin – album kompilacyjny The World of Skin, pobocznego projektu Michaela Giry i Jarboe (liderów amerykańskiego zespołu Swans), wydany w 1988 przez Product Inc.
Składanka zawiera kompozycje wydane w 1987 i 1988 (pod wcześniejszą nazwą Skin) na albumach Blood, Women, Roses i Shame, Humility, Revenge oraz na singlu One Thousand Years. Autorami większości utworów są Michael Gira i Jarboe (szczegółowe informacje podane zostały poniżej).

## Lista utworów
Wersja CD:
| Nr  | Tytuł utworu                  | Długość |
| --- | ----------------------------- | ------- |
| 1.  | „1000 Years”                  | 4:01    |
| 2.  | „Everything at Once”          | 4:22    |
| 3.  | „Cry Me a River”              | 4:47    |
| 4.  | „Breathing Water”             | 4:17    |
| 5.  | „Blood on Your Hands”         | 3:52    |
| 6.  | „Intro / Nothing without You” | 5:43    |
| 7.  | „We'll Fall Apart”            | 4:42    |
| 8.  | „I Want to Be Your Dog”       | 3:35    |
| 9.  | „My Own Hands”                | 4:38    |
| 10. | „Turn to Stone”               | 5:21    |
| 11. | „Cold Bed”                    | 2:25    |
| 12. | „24 Hours”                    | 4:12    |
| 13. | „Red Rose”                    | 4:29    |
| 14. | „One Small Sacrifice”         | 6:43    |
| 15. | „Still a Child”               | 5:22    |
| 16. | „The Center of Your Heart”    | 4:48    |
|     |                               | 1:13:17 |

- Wersja 2xLP różni się od wersji CD i zawiera następujące utwory: „1000 Years”, „Everything at Once”, „Cry Me a River”, „Breathing Water”, „Intro”, „Nothing without You”, „Blood on Your Hands”, „I Want to Be Your Dog”, „We'll Fall Apart”, „The Man I Love”, „Cold Bed”, „24 Hours”, „My Own Hands”, „The Center of Your Heart”, „A Small Sacrifice”, „Red Rose”, „Turned to Stone”, „Still a Child”,
- „1000 Years” i „My Own Hands” pochodzą z singla One Hundred Years,
- „Everything at Once”, „Breathing Water”, „Intro / Nothing without You”, „I Want to Be Your Dog”, „Turn to Stone”, „Cold Bed”, „24 Hours”, „One Small Sacrifice” i „The Center of Your Heart” pochodzą z albumu Shame, Humility, Revenge, „I Want to Be Your Dog” jest wersją utworu The Stooges „I Wanna Be Your Dog” z 1969 (autorzy: Iggy Pop, Ron Asheton, Dave Alexander, Scott Asheton),
- „Cry Me a River”, „Blood on Your Hands”, „We'll Fall Apart”, „Red Rose”, „Still a Child” i „The Man I Love” pochodzą z albumu Blood, Women, Roses, „Cry Me a River” jest wersją utworu z 1953 (autor: Arthur Hamilton), „The Man I Love” jest wersją utworu z 1924 (autor muzyki: George Gershwin, autor tekstu: Ira Gershwin).

## Twórcy
- Michael Gira – śpiew, dźwięki, gitara akustyczna, fortepian, instrumenty klawiszowe, programowanie perkusji, autor muzyki (utwory: 2, 4, 5, 6, 9, 10, 11, 12, 14, 16) i tekstów (wszystkie utwory z wyjątkiem 3 i 8), produkcja
- Jarboe – śpiew, dźwięki, fortepian, instrumenty klawiszowe, autorka muzyki (utwory: 1, 4, 6, 7, 10, 12, 13, 15, 16)

Udział gościnny:
- Bill McGee – aranżacje smyczkowe i kontrabas w „1000 Years” i „Breathing Water”
- Linda Miller – wiolonczela w „1000 Years” i „My Own Hands”
- Martin McCarrick – wiolonczela w „1000 Years” i „Breathing Water”
- Chris Pitzaladi – altówka w „1000 Years” i „Breathing Water”
- Chris Tombling – skrzypce w „1000 Years” i „Breathing Water”
- Ginnie Ball – skrzypce w „1000 Years” i „Breathing Water”
- A. Kadir Dorvesh – obój w „Everything at Once” i „The Center of Your Heart”
- William Barnhardt – fortepian w „The Man I Love”

## Reedycje
W 1997 nakładem Young God Records album został wydany ponownie jako część dwupłytowej reedycji (razem z albumem Swans) pod tytułem Children of God / World of Skin.